# William McGregor
William McGregor (Braco, 13 aprile 1846 – Birmingham, 20 dicembre 1911) è stato un dirigente sportivo scozzese.
È stato il fondatore della Football League.
Mentre lavorò all'Aston Villa, fu frustrato dalla mancanza di interesse intorno al calcio. Sostenne quindi la necessità di creare una lega in cui si potesse sfidare le squadre britanniche, motivo per cui decise di chiamare la lega Football League e non English League, nell'eventualità che qualche club scozzese o gallese potesse iscriversi.